# Moc dyskryminacyjna
Moc dyskryminacyjna – pojęcie z dziedziny psychometrii, odnoszące się do stopnia w jakim dana pozycja testowa (pytanie lub stwierdzenie w kwestionariuszu ankiety) różnicuje badaną populację pod względem mierzonej cechy.

## Cel badania mocy dyskryminacyjnej
Wiedza dotycząca mocy dyskryminacyjnej pozycji testowych jest potrzebna przede wszystkim podczas budowania kwestionariusza ankiety. Budując kwestionariusz do ostatecznej wersji testu powinny wejść te pozycje, które zwiększają wariancję (czyli zróżnicowanie) wyników testowania, a więc te z nich, które mają dodatnią i wysoką moc dyskryminacyjną. Ten wymóg wynika z podstawowego celu jakiemu służą pomiary wykonywane za pomocą testów psychologicznych, a więc celem jest uzyskanie informacji o różnicach indywidualnych w zakresie mierzonego konstruktu lub w zakresie jakiegoś zewnętrznego kryterium, które psycholog chce przewidywać na podstawie wyników testowych.
Intuicyjnie moc dyskryminacyjną można rozumieć w ten sposób, że jeżeli na dane pytanie ankietowe wszystkie badane osoby udzielają tej samej odpowiedzi, oznacza to, że pytanie ma znikomą wartość, gdyż nie umożliwia ono podziału osób badanych na grupy i podgrupy pod względem nasilenia danej cechy. Dopiero otrzymywanie zróżnicowanych odpowiedzi na dane pytanie daje możliwość badania nasilenia danej cechy psychologicznej.

## Współczynniki mocy dyskryminacyjnej
Jak podaje E. Hornowska, w literaturze naukowej wyróżnia się kilkadziesiąt współczynników mocy dyskryminacyjnej (ang. item discrimination power index), przy czym można je podzielić na trzy główne kategorie:
- proste wskaźniki dyskryminacyjne (np. wskaźnik dyskryminacji),
- współczynniki korelacji pomiędzy wynikiem danej pozycji a ogólnym wynikiem testu,
- współczynniki oparte na analizie różnic pomiędzy tzw. skrajnymi grupami[2].